# Shikishima (PLH 31)
Shikishima PLH-31 là một tàu tuần tra và là chiếc dẫn đầu của lớp Shikishima của Lực lượng Bảo vệ bờ biển Nhật Bản (JCG). Tàu được khởi đóng bởi Tập đoàn IHI, Tokyo.
Tàu được giao nhiệm vụ hộ tống các tàu vận tải chở Plutoni từ Pháp và Anh cho lò phản ứng hạt nhân Nhật Bản. Tàu thực hiện một chuyến hộ tống duy nhất vào năm 1992 cho Akatsuki Maru (trước đây là tàu Pacific Crane), một tàu hàng 4800 tấn chịu trách nhiệm vận chuyển 1 tấn plutoni từ Le Havre đến Yokohama. Chi phí ước tính năm 2009 khoảng 35 tỷ yên (272 triệu USD) vào năm 2013. "Lớp Shikishima" là tàu tuần tra lớn nhất và nặng nhất của JCG. Với khả năng đi biển dài ngày của mình, tàu có thể thực hiện chuyến đi từ Nhật Bản đến Châu Âu mà không cần thực hiện bất kỳ cuộc tiếp liệu nào.
Nó là tàu JCG duy nhất được trang bị radar phòng không và hệ thống pháo hai nòng Oerlikon 35mm, giúp tăng đáng kể năng lực phòng không. Thông thường, các tàu mang mã hiệu PL (Tàu tuần tra cỡ lớn) chỉ có một radar dẫn đường và một pháo 35mm hoặc 40mm. Pháo JM61 20mm của hệ thống vũ khí điều khiển từ xa được trang bị trên tàu sau này đã trở thành mô hình cho hệ thống JM61-RFS 20mm hiện đại hơn, được trang bị trên các tàu tuần tra cỡ vừa (PM) và các tàu tuần tra cỡ nhỏ (PS) như lớp Tsurugi. Tàu được trang bị radar tìm kiếm trên không hai chiều OPS-14 là phiên bản nội địa hóa của Nhật Bản dựa trên mẫu AN/SPS-49 của Mỹ.
Hiện tại, tàu thường xuyên được điều đi tuần tra trên biển dài ngày ở khu vực Đông Nam Á để thúc đẩy hợp tác quốc tế chống lại cướp biển trên eo biển Malacca. Tàu cũng được chỉ định làm nhiệm vụ kiểm soát Quần đảo Senkaku vì khả năng đi biển dài ngày của tàu. JCG đánh giá cao khả năng của tàu, vì vậy họ đã có kế hoạch đóng thêm nhiều tàu dựa trên thiết kế này.